# Temnolamia flavosignata
Temnolamia flavosignata är en skalbaggsart som beskrevs av Stefan von Breuning 1961. Temnolamia flavosignata ingår i släktet Temnolamia och familjen långhorningar. Inga underarter finns listade i Catalogue of Life.